# Orphans of the Sky
Orphans of the Sky (cu sensul de Orfanii cerului) este un roman științifico-fantastic al scriitorului american Robert A. Heinlein, format din două părți: „Univers” (Astounding Science Fiction, mai 1941) și continuarea sa, „Common Sense” (Astounding Science Fiction, octombrie 1941). Cele două nuvelete au fost publicate pentru prima dată împreună sub formă de carte în 1963 de editura Victor Gollancz Ltd. „Univers” a fost publicat, de asemenea, separat în 1951, sub formă de broșură de editura Dell la un preț de 10 ¢. Lucrarea prezintă una dintre cele mai vechi reprezentări fictive ale unei nave generație.
Prima parte a fost tradusă în limba română de Mirela Oniciuc ca „Univers” și a apărut în ianuarie 2009 în Almanah 2009 al revistei Sci-Fi Magazin (editura 	Mediapress, Botoșani).

## Rezumat
Nava generație gigantică, de formă cilindrică, Vanguard, destinată inițial pentru a ajunge pe „Far Centaurus”, este în derivă prin mediul interstelar, deoarece cu mult timp în urmă, o revoltă a dus la uciderea majorității ofițerilor. De-a lungul timpului, descendenții loiali ai echipajului au uitat scopul și natura navei lor și, astfel, au devenit o cultură pre-tehnologică marcată de superstiții. Ei ajung să creadă că „Nava” este întregul univers, „A muta nava” este considerat un oximoron, iar referințele la „călătoria” navei sunt interpretate ca o metaforă religioasă. Sunt conduși de o oligarhie de „ofițeri” și „oameni de știință”. Majoritatea membrilor echipajului sunt simpli fermieri analfabeți, care rareori sau niciodată nu se aventurează pe „punțile superioare”, unde locuiesc mutanții (în engleză este folosit cuvântul "muties", o abreviere de la  "mutants" sau "mutineers" - răsculați). În rândul echipajului loial, toți mutanții identificabili sunt uciși la naștere.

Broșura Dell din 1951 a lucrării „Univers”

Povestea se concentrează asupra unui tânăr cu o mare curiozitate, Hugh Hoyland, care este selectat ca ucenic de către un om de știință. Oamenii de știință îndeplinesc ritualic sarcinile necesare pentru întreținerea navei, cum ar fi introducerea deșeurilor în Convertorul său de energie pentru a genera energie și rămân ignoranți privind funcțiile lor adevărate.
Într-o vânătoare de mutanți, Hugh este prins de aceștia. Abia evită să fie mâncat de piticul Bobo și devine în schimb sclavul lui Joe-Jim Gregory, liderul cu două capete al unei puternice bande de mutanți. Joe și Jim au identități separate, dar ambii sunt extrem de inteligenți și au ajuns să-și dea seama care este adevărata natură a navei.
După ce s-a convins de adevăratul scop al navei, Hugh îl convinge pe Joe-Jim să ducă la bun sfârșit misiunea de colonizare, după ce a observat că există o stea în apropiere de care Joe-Jim își amintește că a crescut de-a lungul anilor. Cu gândul la misiune, el se întoarce la nivelurile inferioare ale navei pentru a-i convinge pe alții să-l ajute, dar este arestat pentru erezie de fostul său șef, Bill Ertz, și condamnat la moarte. El este văzut fie ca un nebun, fie ca un mutant nerecunoscut anterior; el a fost un caz limită la naștere, deoarece a avut capul prea mare.
Hugh îl convinge pe un vechi prieten, Alan Mahoney, să ia legătura cu banda lui Joe-Jim pentru salvarea lui. Bill (acum prizonierul acestora) și Alan ajung în centrul de comandă abandonat de mult și văd pentru prima dată stelele. Convins, Bill îl înrolează apoi pe asistentul căpitanului, Phineas Narby, în cruciada lui Hugh.
Inspirată de una dintre cărțile preferate ale lui Joe-Jim, Cei trei muschetari, ei produc săbii superioare pumnalelor pe care le au toți ceilalți. Ei îl răstoarnă de la putere pe căpitan, îl pun pe Narby în locul lui și încep o campanie pentru a aduce întreaga Navă sub controlul lor.
Mai departe, lucrurile merg prost. Narby nu l-a crezut niciodată pe Hugh și s-a prefăcut doar pentru a prelua puterea. Odată îndeplinit acest țel, el își propune să elimine mutanții. Joe este ucis în luptă, dar Jim se sacrifică pentru a-i opri suficient de mult pe urmăritori pentru ca Hugh, Bill, Alan și soțiile lor să ajungă pe o navetă de salvare automată. Hugh reușește să aterizeze pe luna locuibilă a unui gigant gazos. Coloniștii debarcă și explorează neliniștiți împrejurimile străine.

## Recepție
Avram Davidson a descris romanul Orfanii cerului drept „un clasic modern” și a lăudat „amploarea și măreția conceptelor lucrării, dar și-a exprimat dezamăgirea față de „limitările concluziei sale finale”. Damon Knight a spus: „Nimeni nu a îmbunătățit vreodată lucrarea Univers, cu toate că mulți oameni nesăbuiți au încercat, asta deoarece Heinlein a spus totul.” Algis Budrys a afirmat că: "multe mâini au lucrat la îmbunătățirea afirmației impecabile a acestei teme a lui Heinlein", fără ca niciunul să reușească până la James White, cu lucrarea sa The Watch Below (1966).
În comentariile sale din Înainte de epoca de aur (Before the Golden Age), Isaac Asimov a crezut că povestirea sa „Proxima Centauri” trebuie să-l fi influențat pe Robert A. Heinlein să scrie povestirea sa ulterioară „Univers” și a declarat că aceasta i-a influențat la rândul său propriul său roman, O piatră pe cer.

## Legături către alte scrieri ale lui Heinlein
Un paragraf de la începutul romanului este un extras din „The Romance of Modern Astrography”, care explică faptul că nava a făcut parte din „Expediția Proxima Centauri, sponsorizată de Fundația Jordan în 2119” (O cronologie produsă de Heinlein pentru a lega diferite poveștile din lucrarea sa Future History - Istoria Viitoare plasează lansarea navei Vanguard la începutul secolului 22.) Jurnalul navei descoperit de eroii romanului începe în iunie 2172, cu câteva zile înainte de izbucnirea revoltei.
În romanul de mai târziu al lui Heinlein, Time Enough for Love, Vanguard este menționată pe scurt ca nava soră a New Frontiers, care a fost comandată de familiile Howard în romanul Methuselah's Children. Se arată că nava a avut ca misiune Alpha Centauri, dar nu a debarcat niciodată coloniști acolo. Vanguard a fost descoperită, cu echipajul său de mult timp mort din cauza unor eșecuri inexplicabile în mecanismele sale, iar înregistrările sale au fost distruse sau ilizibile. Traiectoria sa este urmărită, iar descendenții oamenilor lui Hugh sunt găsiți, dezvoltându-se ca sălbatici extrem de inteligenți pe o planetă pe care oamenii de știință o numesc „Insula Pitcairn”. Aceasta a fost aparent singura stea care a putut fi colonizată de pe traiectoria navei Vanguard. Discuția are loc în anul 4291 și se menționează că acei coloniști sunt acolo de 800 de ani.
O altă referință din Istoria Viitoare a lui Heinlein este un pasaj care descrie entuziasmul lui Joe-Jim pentru lucrările lui „Rhysling, cântărețul orb al spațiului”, un poet și personajul central al povestirii lui Heinlein, „The Green Hills of Earth”.

## Adaptare radio
„Univers” a fost, de asemenea, adaptat ca piesă radiofonică de NBC Radio Network în programul Dimension X (la 26 noiembrie 1951) și X Minus One (la 15 mai 1955). Aceste versiuni au mai multe schimbări drastice ale povestirii, mai ales în finalurile lor în care Hugh este ucis, arătând echipajului Vanguard adevărata natură a navei.

## Baza științifică
Există oameni cu două capete, o variantă a gemenilor siamezi.
Fizica gravitației artificiale a navei este, de asemenea, corectă: se rotește pentru a simula gravitația, care este absentă în centru. „Convertorul” navei reflectă un punct de vedere de la începutul anilor 1940 al puterii atomice, cu atomi ai oricărui element care sunt „rupți” într-o manieră nespecificată.
Noțiunea de planetă uriașă cu o lună locuibilă s-a opus teoriilor formării planetare îprezentate înainte de descoperirea planetelor de tip „Jupiter fierbinte”. S-a crezut că planetele suficient de mari pentru a avea o lună de dimensiunea Pământului s-ar forma prea departe de stea pentru a suporta viața. Acum se consideră că astfel de lumi pot migra spre interior, iar lunile locuibile par a fi probabile. Existența exosateliților nu a fost confirmată, dar există candidați.

## Influență
Ideea de navă generație există cel puțin din anii 1920, dar Heinlein a popularizat-o.  De atunci a fost utilizată pe scară largă, împreună cu alte idei, cum ar fi pasageri în somn profund și o navă automată care transportă embrioni înghețați.

## Vezi și
- 1941 în științifico-fantastic
- 1963 în științifico-fantastic